# Карюгино (Башкортостан)
Карюгино (баш. Карюгин) — деревня в Уфимском районе Республики Башкортостан Российской Федерации. Входит в состав Красноярского сельсовета. 

## География

### Географическое положение
Расстояние до:
- районного центра (Уфа): 28 км,
- центра сельсовета (Красный Яр): 3 км,
- ближайшей ж/д станции (Уфа): 28 км.

## Население
| 2002 | 2009 | 2010 |
| ---- | ---- | ---- |
| 11   | ↗19  | ↘16  |

Национальный состав
Согласно переписи 2002 года, преобладающая национальность — русские (73 %).